# Glomstenen

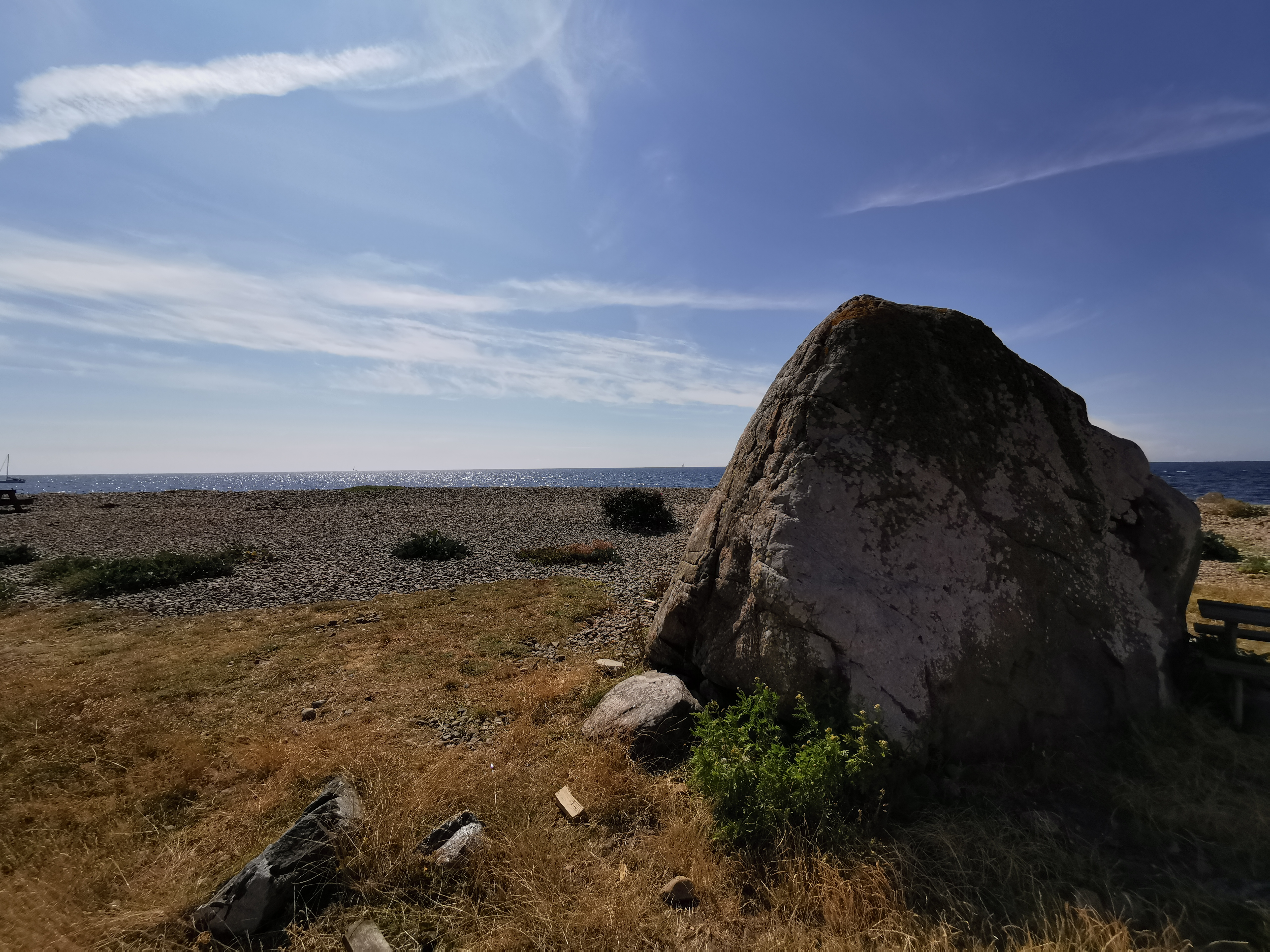
Glomstenen Glommen Halland

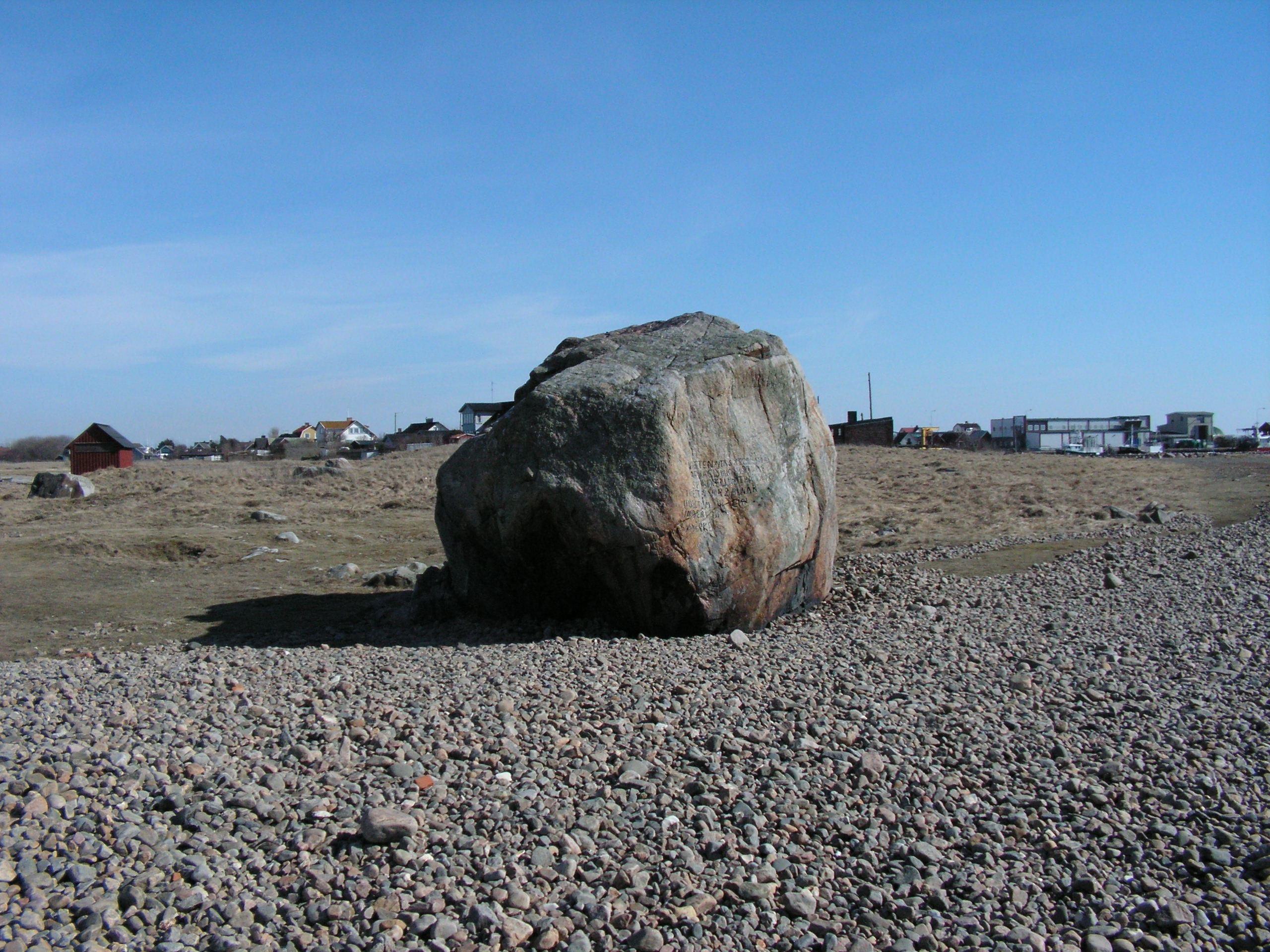
Glomstenen, eller Glumstenen, som den tidigare kallades.

Glomstenen eller Glumstenen är ett flyttblock i Glommen i Morups socken i Falkenbergs kommun i Halland. Stenen nämns redan i berättelsen om kung Harald Hårdrådes örlogsfärd 1061-62 och vidare i berättelsen om kung Håkon Håkonsson krigståg till Halland på 1250-talet. Innan fyren byggdes på Morups Tånge användes Glomstenen av fiskarna för orientering. Stenen fungerar som vindskydd vid havsfågelskådning, då det kan blåsa rejält.
Glomstenen ligger på udden norr om Morups Tånge dvs strax norr om Glommens hamn. 

## Glomstenens budskap

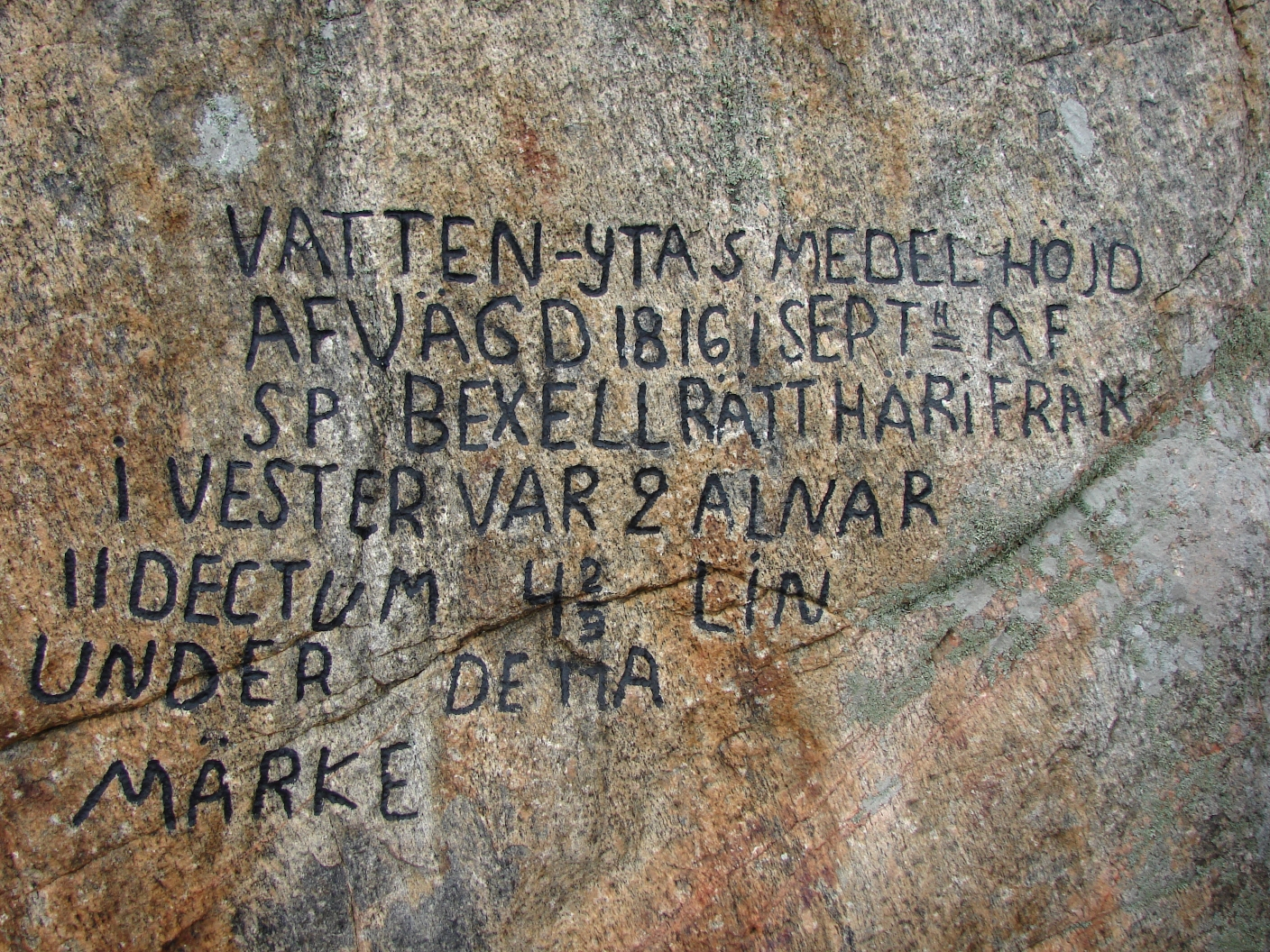
Bexells text inristad på stenen. Ordet SEPTH visar ett felinfärgat H. Detta korrigerades hösten 2007 och texten på stenen visar numera det avsedda SEPTR.

Stenen har ett inhugget budskap om havsytans medelnivå i september 1816. Textens författare är den bekante Hallandshistorikern och professorn Sven Peter Bexell, kyrkoherde i Grimeton och Rolfstorp. Sedan början på 1700-talet hade det pågått en debatt om den så kallade vattuminskningen i haven. Somliga menade att det var landet som steg upp ur havet, medan andra föreställde sig att havsvattnet  uppslukades av hål i oceanbotten. En tredje gissning föreslog en kontinuerlig avdunstning av havsvattnet. 
Minskningen var, och är, ett långsamt förlopp. I Bottenviken är vattenståndsändringen nära en centimeter om året, i Sydsverige mindre än en millimeter om året. På Anders Celsius förslag markerade man havets nivå med daterade ristningar längs kusterna. Någon riktig förklaring av fenomenet skulle dock inte komma förrän långt in på 1800-talet då det kunde förklaras som  en landhöjning efter istiden.
Bexell hade funnit gamla uppgifter om vattennivåer i Halland, som inte stämde överens med de nivåer han kunde iaktta. Han mätte havsytans nivå vid Glumstenen i september 1816 och för framtida forskning lät han hugga ut resultatet i stenen. Bexell skriver i sin  Hallands historia och beskrivning:
| ”                    | Tiden att fullständigt förklara detta fenomen är troligen icke ännu inne, och måhända inträffar den icke i våra dagar. Men vår forskningsmöda bör icke gå förlorad för eftervärlden. Då jag närmare hunnit justera mina vid havskusten uthuggna märken, ärnar jag att för kommande tiders forskare tillkännagiva mina observationer jämte en noggrann uppgift på märkena för vattenhöjden på halländska stränderna. I den uti flera avseenden märkvärdiga Glumstenen är min flera gånger justerade iakttagelse redan uthuggen på följande sätt: Wattenytans medelhöjd afvägd år 1816 i September av S.P. Bexell. Rätt i väster härifrån var vattnet 2 alnar 11 decimal tum 4 2/3 linier under detta märke. | „ |
| – Sven Petter Bexell | |   |

Med våra måttenheter blir Bexells medelhöjd 1528 millimeter. Han anger höjden på en tredjedels linie när, det motsvarar en millimeter i våra mått. Var "detta märke" är uthugget är dock okänt. Någon uthuggen markerad referensnivå kan inte urskiljas på stenen. Men begreppet "märke" skulle kunna uppfattas så att hela den synliga stenen utgör "märket". Stenen hade ju tjänat som sjömärke i hundratals år. Övergången mellan stenen och den underliggande markytan blir i så fall den referensnivå som Bexell använt när han mätte medelhöjden över havsytan på en millimeter när.
Några ytterligare Bexellska forskningsinsatser om vattuminskningen är inte kända.